# Ira David Sankey

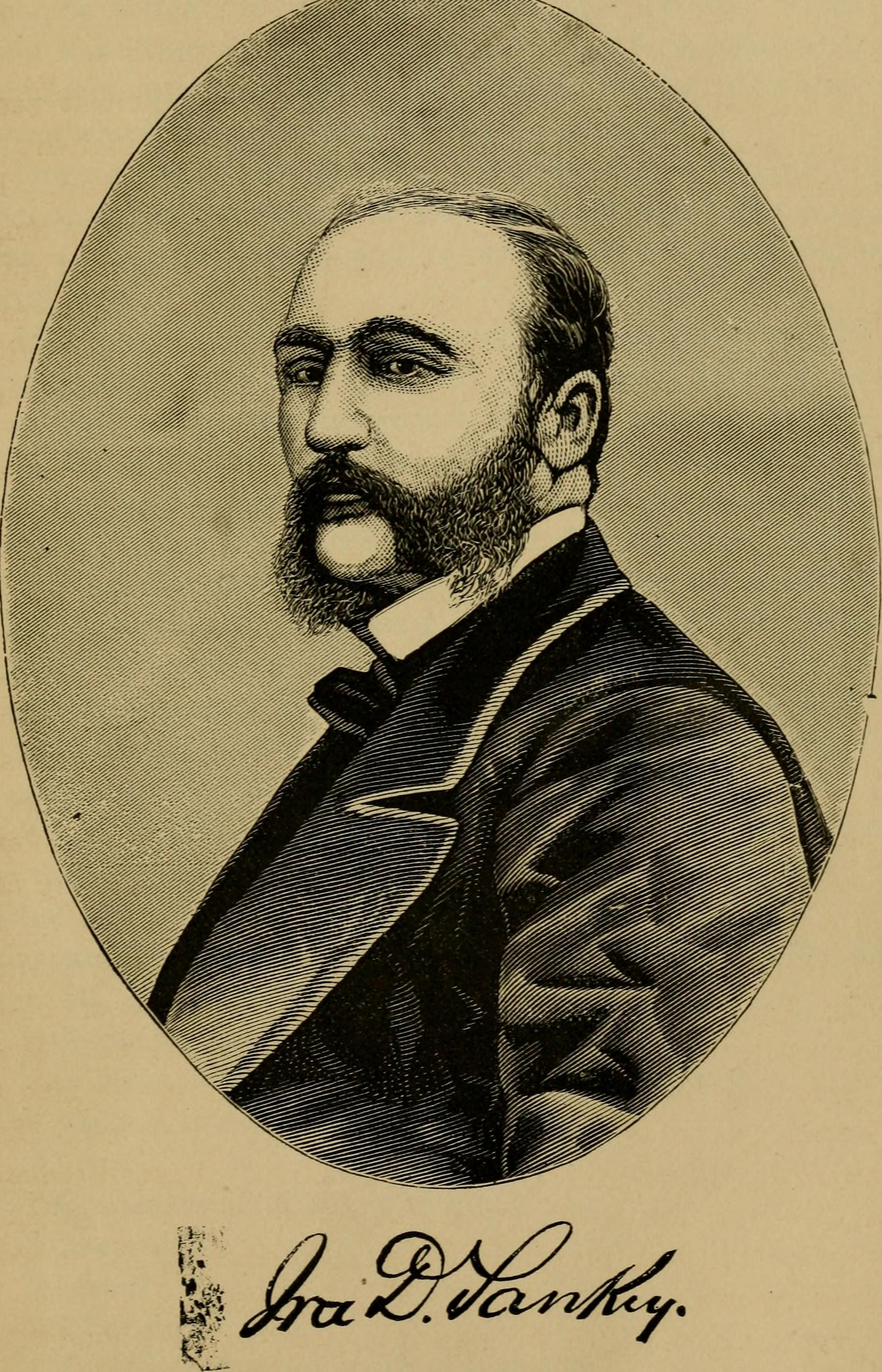
Ira David Sankey

Ira David Sankey (Edinburg (Pennsylvania), 28 augustus 1840 - Brooklyn, 13 augustus 1908) was een Amerikaans gospelzanger en -componist, die veel samenwerkte met de evangelist Dwight L. Moody.
Sankey was de zoon van David Sankey, de 'vader' van Lawrence County, Pennsylvania, en Mary Leeper Sankey.

## Levensloop
Op zijn zestiende, in 1856, bekeerde hij zich tijdens een opwekkingsbijeenkomst in de King's Chapel Church vijf kilometer van zijn huis tot het christendom.
In september 1863 trouwde Sankey met Fanny V. Edwards, een van de leden van zijn koor. Ze hadden samen drie zonen.
Als jongeman diende Sankey tijdens de Amerikaanse Burgeroorlog als soldaat voor de Union. Na de oorlog werkte hij voor de Amerikaanse belastingdienst (IRS), maar hij werkte ook samen met de YMCA. Hij werd bekend als gospelzanger en werd opgemerkt door evangelist Dwight L. Moody. De twee ontmoetten elkaar tijdens een YMCA-conferentie in Indianapolis, Indiana in juni 1870. Enkele maanden later nam Sankey voor het eerst deel aan een evangelisatiebijeenkomst met Moody; kort daarna nam hij ontslag bij de IRS.
In oktober 1871 waren Sankey en Moody bezig met een opwekkingsbijeenkomst toen de Grote brand van Chicago uitbrak. De twee konden maar net ontsnappen aan de vuurzee. Vanaf een roeiboot op Michiganmeer kon Sankey de stad zien branden.
Sankey componeerde gedurende zijn leven zo'n 1200 liederen Van 1895 tot 1908 was hij president van de uitgeverij Biglow and Main. De laatste vijf jaar van zijn leven was hij blind als gevolg van een glaucoom. Hij zal toen zonder twijfel een geestverwant gevonden hebben in zijn goede kennis en muzikale partner Fanny Crosby, die zelf ook blind was.

## Erkenning
In 1979 erkende de Gospel Music Association Sankey's enorme bijdrage aan de christelijke muziek door hem op te nemen in de Gospel Music Hall of Fame.